# Kobbit
Der (das) Kobbit, auch K(C)ubit oder K(C)ovid, war ein englisches Längenmaß auf der indonesischen Insel Sumatra. Das Maß galt bis zur Übernahme durch die Niederländer 1824 in der durch die Britische Ostindien-Kompanie gegründeten Niederlassung in Bengkulen. Das Maß ist auch unter Esto bekannt. Für Yard war auch Hehloh ein Begriff.
- 1 Kobbit = ½ Yard (engl.) = 18 Zoll (engl.) etwa 45,7 Millimeter

Die Maßkette war zum einheimische Maß Dipoh:
- 1 Dipoh = 2 Yards/Hehlohs/Hailobs = 4 Kobbits/Estos/Kobits/Kovids = 8 Jankala/Spannen = 16 Tempohs